# Zierbrunnen «Knabe mit Aal»

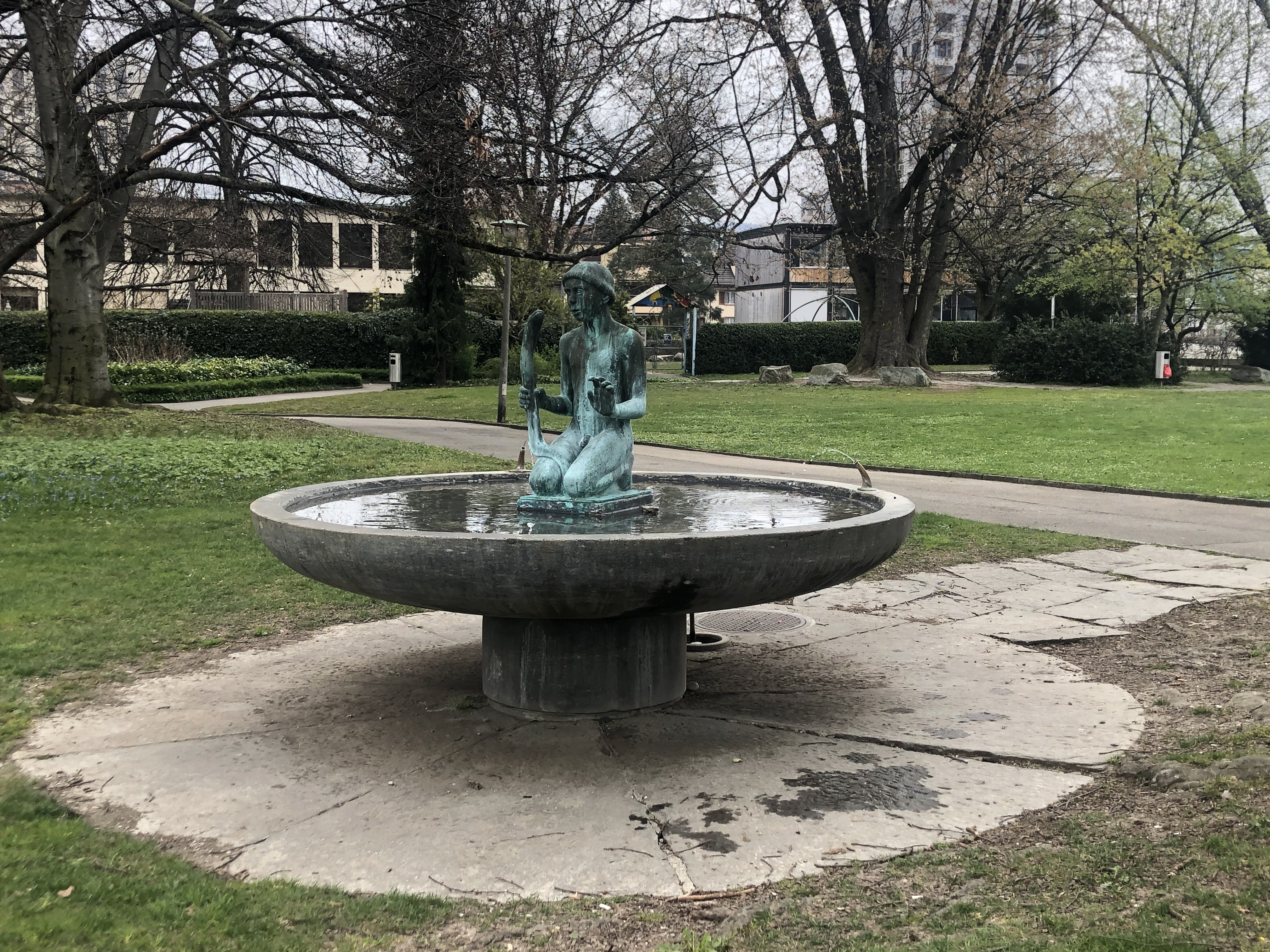
Knabe mit Aal

Der Zierbrunnen «Knabe mit Aal» ist ein Brunnen in Zürich-Altstetten. Im Zürcher Brunnenguide ist er unter der Nummer 423 verzeichnet.

## Geschichte und Beschreibung
Das Brunnenprojekt lag in den Händen der Architekten Gebrüder A. und H. Oeschger, die das Schulhaus Kappeli erstellten. Bildhauer Otto Schilt gestaltete den Brunnen, der 1937 mit dem Schulhaus eingeweiht wurde. Seine Brunnenfigur aus Bronze befindet sich auf einem Postament in der Mitte der Schale. Sie stellt einen knienden Knaben dar, der mit seiner rechten Hand einen Aal festhält und mit der linken eine abwehrende Geste vollführt. Als Modell diente der Sekundarschüler Emil Lörtscher, der pro Sitzungsstunde einen Schweizer Franken erhielt. Von dem Geld kaufte sich der spätere Lokomotivführer ein Fahrrad. Die runde Brunnenschale steht auf einem Fuss. Sie besteht aus Segheria-Granit und wurde von der Firma Giocondo Clivio geliefert.